# Asifat ha-nivcharim
Asifat ha-nivcharim (hebrejsky: אספת הנבחרים, doslova Shromáždění zvolených) byl volený parlamentní sbor židovské komunity v mandátní Palestině existující v letech 1920-1949. Vznikl 19. dubna 1920 a fungoval až do 13. února 1949. O den později se pak moci ujal nově zvolený Kneset ve volbách v roce 1949.

## Složení parlamentního sboru
Byl volen ve volbách, které se konaly v roce 1920, 1925, 1931 a 1944. Celkový počet členů sboru se proměňoval. V následující tabulce jsou silnějším fontem označeny významnější politické formace, které se účastnily vícero voleb.
| První shromáždění 19. duben 1920 – 6. prosinec 1925 313 členů (v seznamech 314) | Druhé shromáždění 6. prosinec 1925 – 5. leden 1931 221 členů (v seznamech 201) | Třetí shromáždění 5. leden 1931 – 1. srpen 1944 71 členů (v seznamech 71) | Čtvrté shromáždění 1. srpen 1944 – 13. únor 1949 171 členů (v seznamech 177) |
| --- | --- | --- | --- |
| 70*Achdut ha-avoda 54 Histadrut ha-Sefardim 53 Mifleget ha-Charedim 41*ha-Po'el ha-ca'ir 16 Hitachdut ha-ikarim 13 Pokroková strana 12*Jemenitské sdružení 9 Mizrachi 7 bezejmenná skupina 7 Chevlatej miflagatim 6*Centrum řemeslníků 5 Ženský svaz 5 Bucharská skupina 5 Svaz úředníků 4 Svaz mladých Izraele 3 Svaz občanů 2 ha-Mizrachi ha-ca'ir 1 Adat ha-Goržim 1*Makabi | 54*Achdut ha-avoda 30*ha-Po'el ha-ca'ir 19 ha-Sefardim 15*Revizionisté 13* Sdružení hebrejských žen 9 Zemědělský blok 9 Sdružení demokratů 7 Mizrachi 6 Středová kandidátka 6 Národní občané 6 Ma'amad ha-po'alim (proletáři) 6*ha-Po'el ha-Mizrachi 4 ha-Po'el ha-Mizrachi ha-Me'uchad 4 Kandidátka polských imigrantů 2 Kandidátka údolních kibuců 2 Kandidátka města Safed 1 ha-Merkaz ha-chakla'i 1 Sdružení galilejských farmářů 1 Sdružení východních farmářů 1 Gruzínská kandidátka 1 Lidová kandidátka hebrejských žen 1 Kandidátka Giv'at ha-Rambam 1 ha-Mizrachi ha-ca'ir 1* Centrum řemeslníků 1 Kandidátka obyvatel Bnej Brak | 27*Mapaj 11*Revizionisté 6 Hitachdut ha-Sefardim 5 Mizrachi-ha-Po'el ha-Mizrachi 5 Stoupenci Vladimíra Žabotinského 4 Sjednocení všeobecní sionisté 4 Skupina sefardských zaměstnanců 3*Sdružení hebrejských žen 3*Jemenitské sdružení 1 Poalej Cijon 1 Kandidátka zaměstnanců Borochov 1 ha-Šomer ha-ca'ir | 63*Mapaj 21 Levá fronta 18 Alija chadaša 17*ha-Po'el ha-Mizrachi 16 Achdut ha-avoda 8 Mizrachi 5*Makabi 4 Demokratický střed 4 WIZO-Ženy za rovná práva 4 ha-Oved ha-Cijoni 4 Nezávislé jemenitské sdružení 3 Lidová demokratická kandidátka 3 Náboženští nezávislí 2 Hebrejští obchodníci 2 Jemenitské sdružení 1 Ženy za Tóru a práci 1 Nezávislé ženy Mizrachi 1 Lidové hnutí za hebrejský stát |